# Basiphyllaea carabiaiana
Basiphyllaea carabiaiana är en orkidéart som först beskrevs av Louis Otho Otto Williams, och fick sitt nu gällande namn av Victoria Sosa och Marta Aleida Díaz Dumas. Basiphyllaea carabiaiana ingår i släktet Basiphyllaea och familjen orkidéer.
Artens utbredningsområde är Kuba. Inga underarter finns listade i Catalogue of Life.